# Ballana hama
Ballana hama är en insektsart som beskrevs av Delong 1937. Ballana hama ingår i släktet Ballana och familjen dvärgstritar. Inga underarter finns listade i Catalogue of Life.